# This Christmas: Winter Is Coming
This Christmas: Winter Is Coming é o terceiro extended play da cantora sul-coreana Taeyeon, lançado pela S.M. Entertainment em 12 de dezembro de 2017.

## Lançamento e promoção
This Christmas: Winter Is Coming e o videoclipe de "This Christmas" foi lançado em 12 de dezembro de 2017. Para promover o álbum, Taeyeon realizou um concerto de três noites intitulado "The Magic of Christmas Time" em 22, 23 e 24 de dezembro de 2017 na Universidade Kyunghee, em Seul.

## Recepção
O EP estreou no número 2 no Gaon Album Chart da Coreia do Sul, e no número 6 na Billboard World Albums Chart. "This Christmas" estreou no número 2 no Gaon Digital Chart.

## Lista de faixas
※ Faixas em negrito identificam os singles do álbum.
| N.º            | Título                          | Letras                    | Música                                     | Duração |  |
| 1.             | "The Magic of Christmas Time"   | Krysta Youngs Robin Ghosh | Yan Perchuk Ruslan Sirota Myah Marie       | 2:47    |  |
| 2.             | "This Christmas"                | 13                        | 13                                         | 4:27    |  |
| 3.             | "Let It Snow"                   | Agnes Shin                | Simon Petrén Chu Dae-gwan                  | 3:18    |  |
| 4.             | "Candy Cane"                    | Hwang Hyun                | Matthew Tishler Philip Bentley Aimee Proal | 3:24    |  |
| 5.             | "Christmas without You"         | Jo Yoon-kyung             | Daniel Obi Klein Charli Taft Andreas Öberg | 4:19    |  |
| 6.             | "Shhhh" (쉿)                    | Won Tae-yeon Jae Ha       | Christopher Wortley Mahan Moin DWB         | 3:48    |  |
| 7.             | "I'm all ears" (겨울나무)       | Lee Joo-hyung             | Lee Joo-hyung Astrid Holiday               | 3:35    |  |
| 8.             | "This Christmas" (Instrumental) |                           | 13                                         | 4:27    |  |
| Duração total: | Duração total:                  | Duração total:            | Duração total:                             | 30:08   |  |

## Desempenho nas paradas
| Parada (2017)                           | Melhor posição |
| --------------------------------------- | -------------- |
| Coreia do Sul (Gaon)                    | 2              |
| Estados Unidos (Billboard World Albums) | 6              |

## Histórico de lançamento
| Região        | Data                   | Formato             | Gravadora                 |
| ------------- | ---------------------- | ------------------- | ------------------------- |
| Coreia do Sul | 12 de dezembro de 2017 | CD Download Digital | SM Entertainment KT Music |
| Mundialmente  | 12 de dezembro de 2017 | SM Entertainment    | Download Digital          |